# Хоби (город)
Хоби (груз. ხობი) — город на северо-западе Грузии, центр Хобского муниципалитета края Самегрело-Верхняя Сванетия. Население — 4242 жителей (2014).

## География
Расположен на реке Хоби на Колхидской низменности.
Ж.-д. станция на линии Армавир — Самтредиа.
В селе Ноджихеви, расположенном в 3 км от Хоби, находится церковь VII века, построенная как тетраконх.

## История
16 октября 1961 года село Хоби получило статус посёлка городского типа.

## Экономика
- Чайная фабрика
- Консервный завод

## Известные уроженцы и жители
- Чиковани, Григол Самсонович (1910—1981) — грузинский советский писатель, сценарист, драматург.
- Цхадая, Манучар (р. 1985) — грузинский борец греко-римского стиля, бронзовый призёр олимпийских игр в Лондоне.

## Топографические карты
- Лист карты K-37-72 Поти. Масштаб: 1 : 100 000. Состояние местности на 1986 год. Издание 1987 г.